# Cmentarz żydowski w Lipsku (województwo mazowieckie)
Cmentarz żydowski w Lipsku – kirkut mieścił się  przy ul. Czachowskiego, został założony w XVII wieku. Ostatni pogrzeb na terenie kirkutu miał miejsce w 1942. Kirkut został zniszczony w czasie II wojny światowej. Do dzisiaj zachowała się jedna macewa (tuż przy wejściu). Na terenie kirkutu znajduje się obecnie park. Powierzchnia kirkutu wynosiła około 1,5 ha.